# 런딤
《런딤》은 2001년 개봉한 대한민국의 합작 애니메이션 영화이다.

## 줄거리
국가간의 장벽이 모두 사라져 버린 2050년. 핵폐기물을 이용해 음모를 꾀하는 악의 비밀단체 네서스는 서서히 세계 정복의 숨은 야욕을 드러낸다. 이에 지구 수호단 그린 프론티어는 네서스에 무차별 공격을 감행하고 큰 타격을 입은 네서스는 보복을 위해 초감각 로봇 조종사를 선발 하는데. 네서스의 로봇 조종사로 선발된 박주노(강수진 목소리 분)는 입학 첫날 만난 칸나(오정신 목소리 분)에게 특별한 감정을 느낀다. 드디어 전투는 시작되고 그린 프론티어의 대장 강두타(김정현 목소리 분)는 자신과 함께 박주노까지 희생 시키려는 네서스의 음모를 감지해 그를 구해 그린 프론티어로 돌아온다. 분노하는 박주노에게 강두타는 로봇 울트라 런딤의 탑승을 제안 하는데. 핵무기를 실은 셔틀이 지구 궤도에 띄워 지자 강두타와 박주노는 최후 작전에 돌입하게 된다. 몰래 셔틀 잠입에 성공한 일행은 총을 든 칸나와 마주치게 되고 적이 되어 버린 칸나를 본 박주노는 사랑과 우정, 정의 앞에서 갈등하는데.